# Sankuokai
Sankuokai (宇宙からのメッセージ・銀河大戦, Uchū kara no Messēji: Ginga Taisen (Mensaje de las Estrellas: Guerra Intergaláctica, en español)) es una serie de televisión japonesa perteneciente al género Tokusatsu que narra las aventuras de Ryu, Ayato y Simón, héroes que luchan contra la dominación del Imperio Gavanas, en el XV Sistema Solar. 
La serie fue producida por Toei Animation y se emitió en Japón con el nombre original de Uchu Kara no Messeji: Ginga Taisen en una temporada entre 1978 y 1979. Es la secuela de la película Uchu kara no messeji (1978). Se compone de veintisiete capítulos de  aproximadamente veinticinco minutos cada uno. La idea original era de Shōtarō Ishinomori, quién además fue el productor de la serie, y tuvo como director a Minoru Yamada, entre otros. Al igual que otras series japonesas, como Ultraman y Ultraseven, los efectos especiales se lograron con tecnología y utilería bastante simples.

## Argumento
La historia transcurre en el futuro, luego de que los humanos hayan iniciado la colonización del espacio. La trama gira en torno a Ayato, un joven estudiante de la Escuela de Pilotos de Belda, que una vez terminado su entrenamiento descubre que su familia fue asesinada por los Gavanas, una raza de otra galaxia que se dedica a conquistar planetas al mando del Emperador Roxeya XIII. Desde entonces se dedica a combatirlos con el fin de expulsarlos del Sistema solar.
Hay varias semejanzas en la narración y personajes entre esta serie (1978) y Star Wars: A New Hope (1977).

## Personajes

### Héroes
- Ayato (Hiroyuki Sanada): Joven oriundo del planeta Analis. Al ver morir a su familia en manos de los Gavanas decide dedicarse a luchar contra ellos para liberar al XV Sistema Solar. Es un experto en artes marciales. A la hora de combatir asume la caracterización de "Phantom".
- Ryu (Akira Oda): Piloto experimentado de un carguero, originario del planeta Belda. Se une a Ayato en su lucha contra los Gavanas. Al igual que Ayato, es experto en artes marciales, asumiendo la caracterización de "Lanzador de Estrellas".
- Simon (Ryo Nishida): Experimentado copiloto de Ryu, es un ser con características humanas y aspecto de simio, de gran fuerza física y un alto sentido de la amistad.
- Princesa Sofía (Yoko Akitani): Es una especie de hada que viaja en la nave Azusis, que tiene forma de un barco de vela espacial. Constantemente ayuda a los tripulantes de la Sankuokai cuando las cosas se ponen difíciles, y es la clave en la lucha contra Roxeya XIII y los Gavanas.
- Sidero: Es un robot que ayuda a los tripulantes de la Sankuokai. Llegó a formar parte del grupo porque Ryu lo ganó en una competencia de lanzamiento de cuchillos. Posee una nave ad hoc para desplazarse por el aire.
- Gen Shin: Padre de Ayato, muere a manos de los Gavanas, no sin antes enviar un mensaje a la Tierra informando sobre la inminente invasión de los Gavanas.
- Kamiji: Líder de la resistencia contra los Gavanas en Analis. Toma contacto con Ayato y Ryu para ayudarse mutuamente en la lucha.
- Hanna: Sobrina de Kamiji, quedó huérfana cuando los Gavanas mataron a sus padres.
- Kan: Rey de Belda.

### Villanos
- Roxeya XIII: Emperador de los Gavanas. Nunca se ve su rostro, solamente se comunica a través de una figura con forma de calavera que se encuentra a bordo de la nave nodriza de los Gavanas, el Cosmosaurio. En ocasiones se transporta en una nave con una figura diabólica de piedra de gran tamaño, el Golem XIII. Solamente al final de la serie da a conocer su verdadera identidad.
- Koyer (Shinzuo Hotta): Jefe militar de los Gavanas, es el nexo entre éstos y el emperador Roxeya XIII.
- Viger (Jiro Shirai): Líder del Cuerpo Ninja Gavana, hermano de Koyer, es despiadado y un cruel asesino.
- Kunoi (Ritsuko Fujiyama): Mujer ninja de los Gavanas, de particular belleza y experta en el arte del disfraz.
- Los monstruos Ninjas: En numerosos capítulos aparece uno diferente, cada uno de los cuales posee un poder especial.

## Transmisión
En Perú se transmitieron todos los capítulos doblados al español en 1981 a través de Panamericana Televisión.
En Chile, la serie fue emitida en su totalidad en 1981 por Canal 13.[cita requerida] Posteriormente, en 1984, UCV Televisión la incluyó en su programación infantil como parte de Pipiripao, alcanzando gran popularidad entre los niños de la época. Aunque compartía ciertas similitudes con la exitosa saga Star Wars (La guerra de las galaxias), su trama, centrada en un grupo de rebeldes que enfrentaba a un régimen tiránico, le otorgaba un subtexto político que algunos interpretaron como una alusión a la dictadura que gobernaba el país en aquel entonces. Además, se lanzó un álbum de láminas coleccionables, consolidándose como una serie de culto entre los niños y adolescentes de finales de los años 80, pese a las críticas de algunos padres y psicólogos debido a ciertas escenas consideradas inapropiadas.[cita requerida]
En Panamá se transmitió la serie completa por RPC TV Canal 4, en la Década de los 80's bajo el título de Sankuokai.
En República Dominicana la serie se transmitió completa en español, por Radio Televisión Dominicana (RTVD) Canal 4, hoy CERTV a principios de los años 80, bajo el título de Sankuokai.
En Costa Rica se transmitió la serie completa doblados al español por Canal 6 (Telecentro Canal 6) en la década de 1980 bajo el título de Sankuokai.
En Honduras se transmitió y emitió la serie completa en 1985 como parte de la programación del naciente canal Telecadena 7 y 4, perteneciente a la Corporación Televicentro, la más antigua del país, bajo el título de Sankuokai, a partir de julio de ese año. 
En el resto de Latinoamérica solamente se transmitieron 25 capítulos, hubo dos que nunca fueron doblados al español.
En Argentina se transmitió la serie completa por Argentina Televisora Color, en la década de los 80 bajo el título de Sankuokai.
En Francia, la serie fue emitida por primera vez en el programa de noticias T.A.M., luego en el canal Antenne 2 desde el 15 de septiembre de 1979 y más tarde en el programa infantil Récré A2.
En Colombia se transmitieron todos los capítulos doblados al español en 1981 a través de INRAVISIÓN Cadena 1.
En Nicaragua Se transmitieron todos los capítulos doblados al español por Canal 6 desde 1986, se repitieron episodios muchas veces. De igual forma fue de gran popularidad entre niños y jóvenes de la época.
En Guatemala se trasmitía por canal 7 todos los sábados a las 5 de la tarde en los años 80. Era emitida los sábados por la tarde. 
En El Salvador se transmitía los días Domingos por la mañana en Canal 2 como un segmento del programa para niños "Jardín Infantil", así mismo se transimitio en el Canal 4 desde 1987 a 1991.
En Ecuador se transmitieron todos los capítulos doblados al español en 1987 a través de Ecuavisa.
En Paraguay también se transmitió la serie en los 80s por el Canal 9, Cerro Corá. Se daba a la tarde y era cita obligada de los chicos de entre 6 a 12 años,donde las únicas casas que tenían televisión habrían sus puertas para que todos los vecinos puedan asistir.
En Puerto Rico se transmitió la serie completa por WKAQ-TV (Canal 2), en la década de 1980 bajo el título de Sankuokai.
En Uruguay, la serie bajo el título de Sankuokai se emitió en el año 1982 en Saeta TV Canal 10 y su éxito fue tal que tuvo que ser repetida al poco tiempo.